# Bikini Daze
Biquini Daze é o extended play (EP) de estreia da cantora e compositora dinamarquesa MØ. Ele foi lançado em 18 de outubro de 2013 pela Chess Club Records e RCA Victor. O EP foi disponibilizado como download digital, e também em uma edição limitada de 10 polegadas em vinil.

## Lista de faixas
Todas as letras foram escritas por Karen Marie Ørstead. Todas as músicas compostas por Ronni Vindahl e Ørstead, exceto "XXX 88", que foi composta por Diplo, Vindahl e Ørstead. Todas as faixas foram produzidas por Vindahl, exceto "XXX 88", produzida por Diplo e Vindahl.
| N.º            | Título               | Compositor(es)                                 | Produtor(es)   | Duração |  |
| 1.             | "XXX 88" (com Diplo) | Karen Ørsted Thomas Wesley Pentz Ronni Vindahl | Diplo Vindahl  | 3:41    |  |
| 2.             | "Never Wanna Know"   | Ørsted Vindahl                                 | Vindahl        | 4:13    |  |
| 3.             | "Dark Night"         | Ørsted Vindahl                                 | Vindahl        | 3:22    |  |
| 4.             | "Freedom (#1)"       | Ørsted Vindahl                                 | Vindahl        | 4:09    |  |
| Duração total: | Duração total:       | Duração total:                                 | Duração total: | 15:26   |  |

## Charts
| País           | Chart (2014)                       | Posição |
| -------------- | ---------------------------------- | ------- |
| Estados Unidos | Top Heatseekers Álbuns (Billboard) | 11      |

## Histórico de lançamento
| Região      | Data                  | Formato          | Gravadora  | Ref.  |
| ----------- | --------------------- | ---------------- | ---------- | ----- |
| Vários      | 18 de outubro de 2013 | Download Digital |            | [ 6 ] |
| Reino Unido | 21 de outubro de 2013 | 10" vinil        | Chess Club | [ 7 ] |